# .35 S&W Auto
Набій .35 Smith & Wesson (S&W) — застарілий пістолетний набій центрального запалення розроблений в 1912 для нового самозарядного кишенькового пістолета Модель 1913.

## Опис
.35 S&W Automatic повинен був конкурувати з пістолетами Colt Model 1903 Pocket Hammerless .32 ACP та Модель 1908 .380 ACP. Назва .35 калібр зазначала, що діаметр набою розташовувався між цими двома популярними калібрами. Насправді, реальний діаметр кулі становив .312 (7,9 мм) для набоїв .32 ACP та .35 S&W, і .355 (9 мм) для набою .380 ACP. Тому набій .35 S&W Auto швидше є 8 мм набоєм ніж 9 мм набій, як зазначено в назві. Smith & Wesson дали таку назву, щоб його не плутали зі схожим набоєм .32 ACP. Не зважаючи на можливі проблему пістолети під набій .35 S&W могли стріляти набоями .32 ACP.
Кулі були досить незвичайні: поверхня зі свинцевого сплаву повного діаметра без оболонки, укладена в корпус, і підкаліберна оболонка, яка закриває відкритий ніс округлої форми для надійного заряджання. Набій .35 S&W не став популярних через кілька причин. Перша полягала в тому, що покращені характеристики Моделі 1913 не змогли перевищити характеристики попередніх пістолетів Кольта. Покупці також скептично ставилися до не стандартного набою, набої .32 ACP були поширеними і найпопулярнішими пістолетними набоями у світі. Крім того балістика набою .35 S&W Auto не перевищувала балістику .32 ACP з яким повинен був конкурувати.
До закінчення виробництва в 1921 році було випущено приблизно 8,350 одиниць Моделі 1913. Smith & Wesson перейшла на виробництво самозарядного пістолета Модель 32 під набій .32 ACP у період з 1924 по 1937. Більше під набій .35 S&W не випускали жодної зброї, тому набій було визнано застарілим. Зараз набій є рідкісним і користується великим попитом серед колекціонерів.